# Тартар (водохранилище)
Тарта́р (Ми́лех-Тарта́р; араб. بحيرة الثرثار‎) — наливное водохранилище в Ираке. Полная ёмкость — 85 км³, площадь — 2710 км².
Находится в междуречье Тигра и Евфрата, в 120 км от Багдада.
Фактически является самым большим в Ираке водохранилищем. Воды водохранилища широко используются для орошения земель. Происходит сезонное изменение уровня воды. В связи с климатическими условиями очень мало растительности, за исключением редких кустарников.